# TV Tropes
TV Tropes est une encyclopédie wiki qui recueille et développe les conventions et les procédés (que le site nomme « trope », ou « schéma » en version française) des œuvres de fiction. Un « trope » au sens du site, peut être traduit par « figure narrative », « récurrence scénaristique » ou « artifice de fiction », et correspond en narratologie au concept de « motif » de genre (comme « archétype », « stéréotype », ou « cliché »). Le site se définit comme « un catalogue des ficelles du métier sur l'écriture de fictions ».

## Historique
À sa création en 2004, le site se consacrait uniquement aux artifices scénaristiques de Buffy contre les vampires. Il s'est ensuite étendu à toutes les fictions télévisuelles et les films de cinéma, puis il s'est étendu par la suite à un certain nombre d'autres médias,. Il est connu pour employer un ton familier (l'auteur Bruce Sterling a décrit son style comme une « analyse fanfic ironique »), mais, selon l'économiste Robin Hanson, il pourrait s'avérer une  « excellente source de données pour l'étude des fonctions des fictions ».
Le site a été lancé en avril 2004 en langue anglaise.
Courant 2008, l'organisation du site a considérablement évolué, avec notamment l'introduction d'espaces de noms dans le code du site. L'année 2009 a vu l'arrivée d'autres langues que l'anglais ; l'allemand est la plus développée.

## Nature du projet TV Tropes
Le projet TV Tropes se propose d'élaborer un catalogue des procédés de la fiction sur tous les supports : film, roman, nouvelle, BD, jeux vidéo.
Un "trope" n'est ni bon ni mauvais en soi : en ce sens un trope est distinct d'un cliché, car un cliché est un trope qui a trop été utilisé, et que le public remarque bien. La présence d'un trope dans une fiction ne nuit pas à la qualité de celle-ci.
En tant que projet wiki, TV Tropes se fonde sur les contributions des internautes pour améliorer et enrichir son contenu. Le projet se réfère souvent à Wikipédia, appelé « The Other Wiki » (« l'autre wiki »), et s'en distingue par certains de ses principes fondateurs, en particulier l'absence délibérée de critère de notoriété, qui autorise les internautes à employer des exemples tirés de n'importe quelle fiction, si obscure et inconnue qu'elle soit.
Les "tropes" les plus connus sont le "Deus ex machina" et le "Happy end". Le principe du MacGuffin a été formalisé par Alfred Hitchcock.
Le site ne référence pas que les récurrences scénaristiques.
Il s'intéresse aussi :
- aux phénomène sociétaux induits par les œuvres de fiction comme dans l'article La réalité est irréaliste (Reality is unrealistic)
- aux digressions acceptables des fictions par rapport à la réalité (Acceptable Breaks From Reality, comme "Les extraterrestres parlent anglais", "Les sédatifs instantanés", etc)
- à des problèmes politiques (comme dans l'article double standard ("deux poids, deux mesures") du viol des hommes par les femmes (Double Standard Rape Female On Male, le manichéisme)
- à la perception d'une œuvre selon le public comme dans La science continue d'avancer (Science Marches On)

## Structure du site

### L'espace de TV Tropes proprement dit
Le site comprend des entrées sur les œuvres de fiction, des entrées sur les personnes (acteurs, écrivains, ...) liées à la création des œuvres, et des entrées sur les tropes :
- Un article consacré à une personne liée à la création d'une œuvre comprend un résumé de sa carrière et de ses œuvres notables, puis une liste des tropes utilisés dans ses différentes œuvres.
- Un article consacré à une œuvre comprend un résumé de l'œuvre en question et les éventuels liens avec d'autres œuvres, puis une liste des tropes utilisés dans cette œuvre.
- Un article consacré à un trope est organisé de façon inverse : il comprend une description du trope en question et les éventuels liens avec d'autres tropes, puis une liste des œuvres où le trope apparaît.

Lorsqu'un élément est listé, il peut être soit simplement mentionné, soit explicité en développant l'utilisation du trope dans l’œuvre associée et le lien avec d'autres tropes ou d'autres œuvres.
Les trois types d'articles commencent également parfois par une citation et une image, qui sont :
- dans le cas d'un trope, issues d'une œuvre où le trope est utilisé de manière évidente et souvent humoristique,
- dans le cas d'une œuvre, issues de l’œuvre elle-même.

Les images ont parfois un titre qui développe le lien entre l'image choisie et le trope ou l’œuvre.

### Autres pages
Le site comprend aussi un certain nombre de pages destinées aux contributeurs réguliers du site, regroupées dans la section « Troperville ». Par ailleurs, comme sur tous les sites wiki, chaque article de TV Tropes possède une fonction d'édition du code de l'article, une page de discussion et un historique listant l'ensemble de ses modifications avec leurs dates et heures et les noms de leurs auteurs.

### Versions de TV Tropes dans différentes langues
Le 1er janvier 2010, il existait des versions de TV Tropes dans 13 langues différentes[réf. nécessaire]: norvégien, portugais, finnois, italien, roumain, suédois, allemand, français, espéranto et espagnol.

## Rédaction
Les pages des tropes sont généralement créées par un système normalisé de lancement, au cours de duquel les autres membres du site, qui sont dénommés tropers (« créateurs de tropes »), ont la possibilité de fournir des exemples ou de suggérer des améliorations[réf. nécessaire]. Les tropes prennent généralement le nom d'un exemple particulièrement mémorable du trope en question.